# Chiaki Ishii
Chiaki Ishii (チアキ・イシイ?; Ashikaga, 1º ottobre 1941) è un ex judoka giapponese naturalizzato brasiliano. Vincitore della medaglia di bronzo ai Giochi olimpici di Monaco 1972 nella categoria fino a 93 kg.

## Carriera
Ishii iniziò a praticare judo sin dalla giovane età, in Giappone. In seguito si laureò in pedagogia all'Università di Waseda. Fu candidato a partecipare alle gare di judo ai Giochi olimpici di Tokyo 1964 ma venne scartato a favore di Isao Okano, futura medaglia d'oro. A causa della frustrazione per non aver disputato le Olimpiadi, Ishii abbandonò lo sport e si trasferì in Brasile, lavorando come contadino nella comunità nippo-brasiliana di Presidente Prudente. Durante un torneo di judo locale, le abilità di Ishii impressionarono gli abitanti della cittadina brasiliana e così il giapponese decise di diventare allenatore di judo. Successivamente, a causa della poca attitudine di Ishii alla vita agricola, cominciò ad insegnare arti marziali e aprì un dojo a San Paolo.
Nel 1969, Ishii ottenne la cittadinanza brasiliana e poté partecipare alle gare di judo. Vinse una medaglia di bronzo ai Mondiali 1971 e un bronzo olimpico ai Giochi di Monaco 1972.
Due delle tre figlie di Ishii, Tânia and Vânia, sono anch'esse judoke.

## Palmarès
Olimpiadi
- 1 medaglia:
  - 1 bronzo (93 kg a Monaco 1972)

Mondiali
- 1 medaglia:
  - 1 bronzo (-93 kg a Ludwigshafen 1971)

Campionati panamericani
- 4 medaglie:
  - 4 ori (-93 kg e open a Londrina 1970, -93 kg e open a Buenos Aires 1972)